# Абли Джалоу
Абли Джалоу (на английски: Ablie Jallow) е гамбийски футболист, играещ под наем като нападател за френския Мец   и националния отбор на Гамбия. Участник в Купата на африканските нации 2021 и Купата на африканските нации 2023 През 2024 вкарва първия гол за отбора си срещу Камерун при загубата с 2:3 в групите.

## Успехи
Женерасион Фут (Дакар)
- Лига 1 на Сенегал
  -  Шампион на Сенегал (1): 2016/17

 Аячо
- Лига 2 на Франция
  -  Шампион (1): 2018/19